# Arcfox Alpha-T6

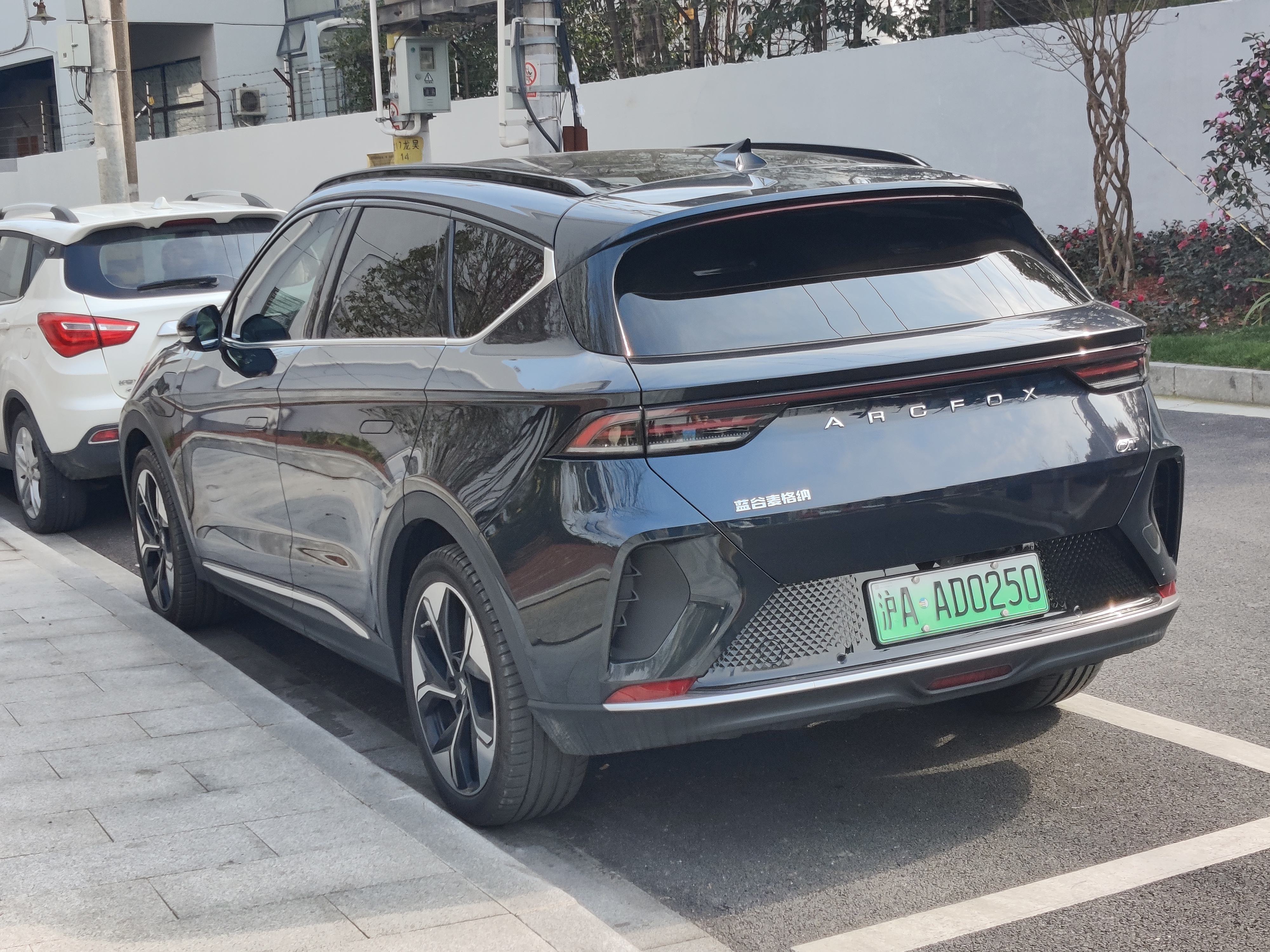
Heckansicht

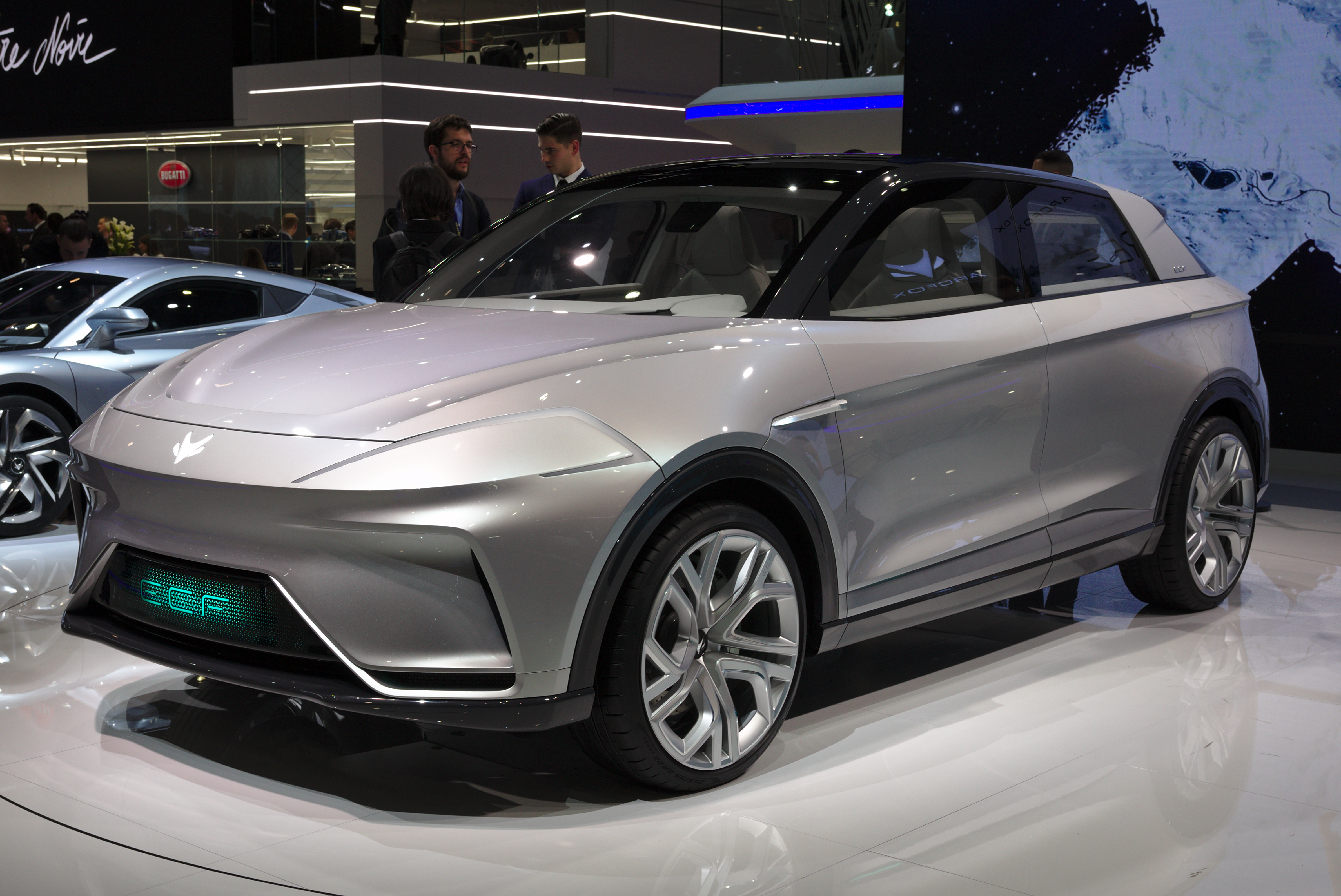
Arcfox ECF auf dem Genfer Auto-Salon 2019

Der Arcfox Alpha-T6 (bis 2025: Arcfox Alpha-T) ist ein batterieelektrisch angetriebenes Sport Utility Vehicle der zum BAIC-Konzern gehörenden Automarke Arcfox.

## Geschichte
Das Fahrzeug wurde gemeinsam von BAIC und Magna International entwickelt. Ein erster Ausblick auf ein SUV der Marke wurde im März 2019 auf dem Genfer Auto-Salon mit dem Konzeptfahrzeug Arcfox ECF präsentiert. Das Serienmodell wurde schließlich im Mai 2020 vorgestellt und wird seit Oktober 2020 auf dem chinesischen Heimatmarkt verkauft. Die Produktion erfolgt in Zhenjiang. Ob das Fahrzeug auch in Europa angeboten wird, ist noch nicht entschieden. Als Konkurrenzmodelle werden unter anderem der Nio ES6 und der Tesla Model Y genannt.
Im Juni 2022 wurde das Fahrzeug genauso wie der Alpha-S als limitierte Version Le Petit Prince vorgestellt. Es zeichnet sich durch diverse gestalterische Elemente des kleinen Prinzen aus.
Im April 2025 wurde der Wagen in Arcfox Alpha-T6 umbenannt.

## Technische Daten
Der Alpha-T ist mit Hinterrad- oder Allradantrieb erhältlich. Die heckangetriebene Variante hat einen Elektromotor an der Hinterachse, die maximale Leistung wird mit 160 kW (218 PS) angegeben. Die Version mit Allradantrieb hat einen zweiten Elektromotor an der Vorderachse. Die Leistung verdoppelt sich dadurch auf 320 kW (435 PS).
Für das SUV steht ein Lithium-Ionen-Akkumulator von SK mit zwei Größen zur Wahl. Der kleinere hat einen Energieinhalt von 67,3 kWh, der größere 93,6 kWh. Während für die hinterradgetriebene Version beide zur Auswahl stehen, ist die Allradversion nur mit dem größeren Akku erhältlich. Die Reichweite nach NEFZ wird bei den hinterradgetriebenen Modellen mit 480 km bzw. 653 km angegeben. Die allradgetriebene Version erreicht 600 km. Mit 0,27 ist der Strömungswiderstandskoeffizient cw vergleichsweise klein.
|                            | 480S                                | 653S                                | 688                                 | H                                   |
| -------------------------- | ----------------------------------- | ----------------------------------- | ----------------------------------- | ----------------------------------- |
| Bauzeitraum                | 10/2020–04/2025                     | 10/2020–04/2025                     | seit 04/2025                        | 10/2020–04/2025                     |
| Motorkenndaten             |                                     |                                     |                                     |                                     |
| Motorart                   | Permanentmagnet-Synchronmotor       | Permanentmagnet-Synchronmotor       | Permanentmagnet-Synchronmotor       | 2 Permanentmagnet-Synchronmotoren   |
| max. Leistung              | 160 kW (218 PS)                     | 160 kW (218 PS)                     | 160 kW (218 PS)                     | 320 kW (435 PS)                     |
| max. Drehmoment            | 360 Nm                              | 360 Nm                              | 320 Nm                              | 720 Nm                              |
| Kraftübertragung           |                                     |                                     |                                     |                                     |
| Antrieb                    | Hinterradantrieb                    | Hinterradantrieb                    | Hinterradantrieb                    | Allradantrieb                       |
| Getriebe                   | Festes Übersetzungsverhältnis       | Festes Übersetzungsverhältnis       | Festes Übersetzungsverhältnis       | Festes Übersetzungsverhältnis       |
| Messwerte                  |                                     |                                     |                                     |                                     |
| Höchstgeschwindigkeit      | 180 km/h                            | 180 km/h                            | 180 km/h                            | 180 km/h                            |
| Beschleunigung, 0–100 km/h | 7,8 s                               | 8,4 s                               | 8,4 s                               | 4,6 s                               |
| Batterie                   | Lithium-Ionen-Akkumulator: 67,3 kWh | Lithium-Ionen-Akkumulator: 67,3 kWh | Lithium-Ionen-Akkumulator: 93,6 kWh | Lithium-Ionen-Akkumulator: 93,6 kWh |
| Reichweite nach NEFZ       | 480 km                              | 653 km                              | 688 km                              | 600 km                              |